# Concordat del 1801
El Concordat del 1801 era un concordat entre Napoleó i Pius VII, signat el 15 de juliol de 1801. Aquest pacte va restaurar la preponderància de l'església catòlica com la religió dominant a l'imperi francès.

Les províncies eclesiàstiques a l'Imperi Francès després del concordat

El preàmbul diu: «El govern de la República francès reconeix que la religió catòlica, apostòlica i romana és la religió de la majoria dels ciutadans francesos.».

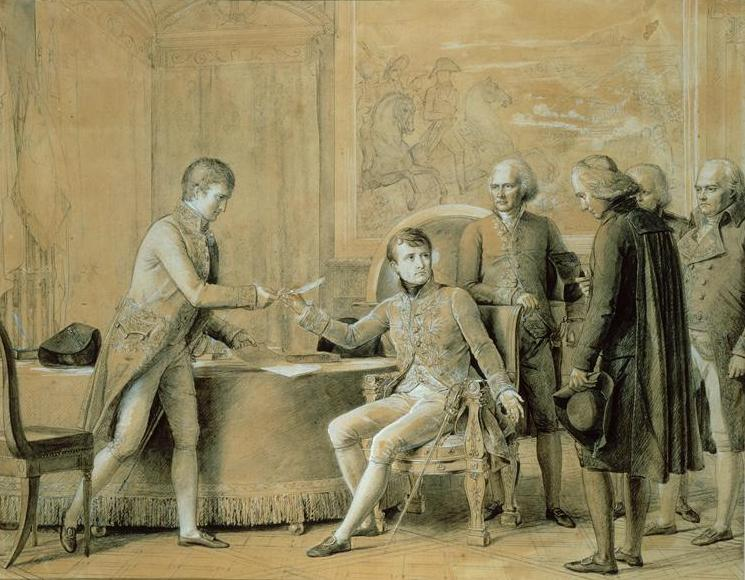
Signatura del concordat

A la revolució francesa, l'Assemblea Constituent havia confiscat les propietats de l'església i dictat una constitució civil per al clergat, que sotmetia l'església al govern de l'estat i abrogava l'autoritat del papa. Ulteriorment, també va suprimir el calendari gregorià i les festes catòliques. El concordat va restaurar certes prerrogatives papals, tot i mantenir la preeminència de l'estat. El pacte reforçava el poder polític de Napoleó en desarmar la resistència dels catòlics contra el seu govern i en controlar la influència del Vaticà als afers polítics. Hauria dit al seu germà: «Conqueridors eficaços no es querellen amb sacerdots: són capaços de controla'ls i de utilitza'ls.». A França, va quedar en vigor fins al 1905.
Uns articles
- El govern francès continua nominar els bisbes, però el papa obtingué el dret de destituir-los.
- L'Estat paga un sou al clergat que va jurar fidelitat a les lleis de l'Estat
- La llibertat de celebrar les cerimònies està restaurada
- L'església abandonava tota reivindicació sobre possessions confiscades després de 1790
- El calendari gregorià va ser restaurat l'1 de gener de 1806

## Després del 1815
Quan el regne napoleònic va terminar-se després de la desfeta a la batalla de Waterloo del 1815 i que el mapa d'Europa va ser redissenyat, això va haver un impacte sobre les prerrogatives catòliques.

### França
El concordat va ser revocat el 1905 i reemplaçat per la llei sobre la separació de l'església i de l'estat i el laïcisme. Posà fi a tota subvenció pública del culte.

### Alsàcia i Mosel·la
Certes estipulacions del concordat queden en vigor a l'Alsàcia i el departament de Mosel·la, que eren sota govern prussià el 1905. Quan el territori tornà a França després del Tractat de Versalles del 1919, els catòlics temien el règim laic francès i van actuar, sota l'ègida de Robert Schuman per a mantenir els seus privilegis. Fins avui, els bisbes d'Estrasburg i de Metz, continuen paradoxalment a ser els únics que estan nominats pel president de la república, conformement a l'acord entre Napoleó i l'església. Des d'aleshores, la polèmica entre els proconcordataris i els antis, que volen abolir el concordat i aplicar la llei de 1905 continuà, fins que a l'inici de 2012, François Hollande va proposar d'inscriure la llei de 1905 a la constitució francesa i suprimir el dret local alsacià.

### Regne Unit dels Països Baixos i Bèlgica
Al Regne Unit dels Països Baixos el 1827 Guillem I dels Països Baixos va eixamplar l'aplicació del concordat de 1801 a les províncies septentrionals. Des de l'escissió de Bèlgica el 1830, el concordat va perdre el seu vigor legal, però paradoxalment certs acords entre el govern nou i l'església catòlica van continuar amb la situació d'abans, tot i que la nova constitució va declarar la llibertat de religió i la separació de l'estat i del culte. Amb el temps i la pressió del pluralisme, certs avantatges també van ser atorgats a representants d'altres religions i del moviment laïcista.